# Elov & Beny
Elov & Beny è un duo musicale svedese formatosi nel 2008. È costituito dai cantanti Mattias "Elov" Elovsson e Oscar "Beny" Kilenius.

## Storia del gruppo
Elov & Beny sono saliti alla ribalta con la hit Bubbel på balkongen, classificatasi sul podio della Sverigetopplistan e della VG-lista, nonché certificata triplo platino dalla IFPI Sverige per le 240 000 unità accumulate. In precedenza, hanno pubblicato l'album in studio d'esordio, Supa Sova Sex & Likes (2019), che tuttavia non ha ottenuto alcun tipo di riscontro commerciale.
Hanno cercato di rappresentare la Svezia all'Eurovision Song Contest 2023, partecipando a Melodifestivalen con l'inedito Raggen går, certificato platino e terzo ingresso del gruppo nella top twenty svedese.

## Formazione
- Mattias "Elov" Elovsson – voce
- Oscar "Beny" Kilenius – voce

## Discografia

### Album in studio
- 2019 – Supa Sova Sex & Likes

### EP
- 2011 – Tanka skiten vi bryr oss inte

### Singoli
- 2008 – Singel och sökande
- 2009 – Hal som en tvål
- 2010 – Kändisar
- 2011 – 15 minuter en kvart
- 2014 – Tog en för laget
- 2014 – Fasad
- 2014 – Vuxendans
- 2014 – Kommer över dig
- 2017 – Om du bara visste
- 2017 – Kör
- 2017 – Var ska vi sova inatt
- 2018 – Anti Julen
- 2018 – Paraplydrink
- 2019 – Supa Sova Sex & Likes
- 2019 – Första stenen (con Silhuett)
- 2019 – Kommer du så kommer jag (con 2 Blyga Läppar)
- 2020 – Blåser upp till grogg
- 2021 – Wingman
- 2021 – Vilda sjömän (Sea Shanty)
- 2021 – En riktig man
- 2021 – Duktig nykterist
- 2021 – Om du skulle lämna mig
- 2022 – Sup mig snygg
- 2022 – Du lever bara en gång
- 2022 – Bubbel på balkongen
- 2022 – Cheva på fredag
- 2022 – Fast i liften
- 2023 – Raggen går
- 2023 – Rom & cola
- 2023 – Semester
- 2023 – Glenn
- 2023 – Över gränsen (con gli Hagle)
- 2023 – Fira Jul på fyra hjul
- 2023 – Sparka mig rätt mellan benen
- 2024 – Första biran
- 2024 – Rödvin & Rosé (con Sofie Svensson & Dom Där)
- 2024 – Du ringer bara mig när du är full
- 2024 – Efterfest
- 2025 – Långa burkar (con gli Albatraoz)
- 2025 – Störningsjouren
- 2025 – iPhoneladdarsladd